# ガエターノ・マンフレディ
ガエターノ・マンフレディ（イタリア語: Gaetano Manfredi、1964年1月4日 - ）はイタリアの政治家、工学者。ナポリ市長。

## 来歴
若い頃はジャーナリストを志望していた。フェデリコ2世ナポリ大学工学部に入学し、土木工学を学んだ。同大学工学部を首席で卒業。構造工学の博士号も修得した。
2000年からフェデリコ2世ナポリ大学工学部教授。2006年から2008年にかけては第2次ロマーノ・プローディ内閣の行政改革・技術革新担当大臣の技術顧問を務めた。
2014年11月からフェデリコ2世ナポリ大学学長。2015年10月1日にイタリア大学学長会議議長。2020年1月10日に第2次コンテ内閣で大学・研究大臣。大臣に就任するのに合わせ、学長職を辞任。在任中は生物学者、建築家、薬剤師、獣医師、心理学者、歯科医師などの国家試験を廃止し、これらの資格の修得を簡素化させる専門職の学位を導入した。
2021年に中道左派連合の無所属としてナポリ市長選挙に出場し、当選した。